# Такего (селище, Нью-Йорк)
Такего (англ. Tuckahoe) — селище (англ. village) в США, в окрузі Вестчестер штату Нью-Йорк. Населення — 7084 особи (2020).

## Географія
Такего розташоване за координатами 40°57′11″ пн. ш. 73°49′23″ зх. д. / 40.95306° пн. ш. 73.82306° зх. д. (40.953102, -73.823011).  За даними Бюро перепису населення США в 2010 році селище мало площу 1,55 км², уся площа — суходіл.

## Демографія
Згідно з переписом 2010 року, у селищі мешкало 6486 осіб у 2855 домогосподарствах у складі 1657 родин. Густота населення становила 4191 особа/км².  Було 3122 помешкання (2017/км²).
Расовий склад населення:
| - 74,5 % — білих - 11,0 % — чорних або афроамериканців - 8,3 % — азіатів - 0,1 % — корінних американців - 2,9 % — осіб інших рас |

До двох чи більше рас належало 3,1 %. Частка іспаномовних становила 12,1 % від усіх жителів.
За віковим діапазоном населення розподілялося таким чином: 21,8 % — особи молодші 18 років, 62,9 % — особи у віці 18—64 років, 15,3 % — особи у віці 65 років та старші. Медіана віку мешканця становила 40,0 року. На 100 осіб жіночої статі у селищі припадало 86,6 чоловіків;  на 100 жінок у віці від 18 років та старших — 82,4 чоловіків також старших 18 років.
Середній дохід на одне домашнє господарство  становив 119 698 доларів США (медіана — 69 906), а середній дохід на одну сім'ю — 129 917 доларів (медіана — 99 265). Медіана доходів становила 83 465 доларів для чоловіків та 56 489 доларів для жінок. За межею бідності перебувало 4,7 % осіб, у тому числі 5,3 % дітей у віці до 18 років та 3,2 % осіб у віці 65 років та старших.
Цивільне працевлаштоване населення становило 3436 осіб. Основні галузі зайнятості: освіта, охорона здоров'я та соціальна допомога — 34,7 %, науковці, спеціалісти, менеджери — 16,4 %, фінанси, страхування та нерухомість — 10,4 %, мистецтво, розваги та відпочинок — 7,8 %.